# 谢苗·茨维贡
谢苗·库兹米奇·茨维贡，（俄语：Семён Кузьмич Цвигун，1917年9月15日—1982年1月19日），乌克兰人，陆军大将军衔。苏联政治人物，作家。曾任摩尔达维亚苏维埃社会主义共和国国家安全部副部长、内政部长、克格勃副主席；阿塞拜疆、塔吉克苏维埃社会主义共和国克格勃主席；苏联克格勃第一副主席等职务。

## 生平
- 1917年9月15日出生于波多利亚省奥尔戈波尔区斯特拉季耶夫卡村的一个农民家庭。1937毕业于敖德萨师范学院历史系。
- 1937年-1939年11月，敖德萨州科德马中学历史教师、校长。
- 1939年11月-1941年，摩尔达维亚苏维埃社会主义共和国内务人民委员部工作。1940年加入联共（布）。
- 1941年-1942年1月，南方方面军特工部门服役，参加敖德萨、塞瓦斯托波尔保卫战。1941年11月随部撤退至古比雪夫（现萨马拉）。
- 1942年1月-3月，斯摩棱斯克州内务人民委员部工作。
- 1942年3月-11月，苏联内务人民委员部第四局特工。
- 1942年11月-1943年3月，斯大林格勒方面军第387近卫军第2步兵师特工部副主任。
- 1943年3月-1944年2月，后方部队特工。
- 1944年2月-11月，南乌拉尔军区施密尔舒搜查部长。
- 1944年11月-1946年，南乌拉尔军区驻托茨克部队施密尔舒搜查部长。
- 1946年-1949年，摩尔达维亚苏维埃社会主义共和国国家安全委员会、国家安全部工作。
- 1949年-1951年10月，摩尔达维亚苏维埃社会主义共和国内务部第二司副司长、司长。
- 1951年10月-1954年5月，摩尔达维亚苏维埃社会主义共和国国家安全部副部长。期间，1953年3月-1954年5月，摩尔达维亚苏维埃社会主义共和国内务部副部长。
- 1954年5月-1955年8月，摩尔达维亚苏维埃社会主义共和国国家安全委员会（克格勃）副主席。
- 1955年8月-1957年4月，塔吉克苏维埃社会主义共和国克格勃第一副主席。
- 1957年4月-1963年9月，塔吉克苏维埃社会主义共和国克格勃主席。
- 1963年9月-1967年5月，阿塞拜疆苏维埃社会主义共和国克格勃主席。
- 1967年5月-11月，苏联克格勃副主席。
- 1967年11月-1982年1月，苏联克格勃第一副主席职务。起初负责分管第三总局（军事反间谍）、第五总局（政治和意识形态）；1971年起分管第二总局（反间谍）、边防部队和动员部。
- 1982年1月19日在莫斯科别墅中因癌症自杀身亡，时年64岁。葬于新圣女公墓。

茨维贡是苏共23-26大代表；第24-25届中央候补委员，第26届中央委员；第7-10届苏联最高苏维埃民族院代表。

## 军衔
- 少将（1958年2月18日晋升）
- 中将（1967年10月27日晋升）
- 上将（1969年12月18日晋升）
- 大将（1978年12月13日晋升）

## 作品
- 1962  «Бдительность — наше оружие». 直译为“我们的武器——警惕”，出版于杜尚别。
- 1966 Невидимый фронт直译为“隐蔽战线”，出版于巴库。
- 1973 小说《秘密战线》"Тайный фронт"，笔名谢苗·德聂泊罗夫Семен Днепров。中译本：《隐蔽战线》 张延年,傅全章译，群众出版社1985年版
- 1974 电影剧本《没有侧翼的前线》Фронт без флангов
- 1977 电影剧本《前线后面的前线》 - Сценарий фильма Фронт за линией фронта
- 1977年主编《捷尔仁斯基传》（Феликс Эдмундович Дзержинский），中译本河南师大俄语组翻译，生活·读书·新知三联书店1982年版。
- 1979 小说《我们会回来的》"Мы вернемся"三部曲，（由《没有侧翼的前线》、《前线后面的前线》 、《在敌人后面的战线》Фронт в тылу врага组成）
- 1981 电影剧本《报复》"Возмездие"三部曲(由《没有侧翼的前线》、《前线后面的前线》 、《敌人后面的战线》Фронт в тылу врага组成）
- 1982 小说《飓风》 "Ураган". 中译本《飓风》，刘莎译，群众出版社1984年版。
- 《黑森林》， 中译本：李家云译，军事译文出版社, 1987年版

曾执导《春天的十七个瞬间》等影视剧的创作。

## 荣誉
苏联：
- 社会主义劳动英雄称号（1977）
- 小说《没有侧翼的前线》、《前线后面的前线》获1978年俄罗斯苏维埃社会主义共和国瓦西里耶夫兄弟国家奖和1979年列宁共青团奖。
- 两次列宁勋章（1967,1977）
- 十月革命勋章（1971）
- 红旗勋章（1980）
- 两次红星勋章（1943,1964）
- 战功奖章（1950）
- 劳动优秀奖章（1957）
- 纪念列宁诞辰一百周年奖章
- 守卫苏联国界有功奖章
- 保卫莫斯科奖章
- 保卫敖德萨奖章
- 保卫斯大林格勒奖章
- 保卫高加索奖章
- 1941-1945年伟大卫国战争战胜德国奖章
- 1941-1945年伟大卫国战争胜利二十周年奖章
- 1941-1945年伟大卫国战争胜利三十周年奖章
- 巩固战斗友谊奖章
- 苏维埃陆军海军三十周年奖章
- 苏联武装力量四十周年奖章
- 苏联武装力量五十周年奖章
- 苏联武装力量六十周年奖章
- 一级圆满服役奖章
- 二级圆满服役奖章

波兰：
- 指挥官十字星级复兴勋章

东德：
- 金质为人民和祖国服务勋章

蒙古：
- 红旗勋章

秘鲁：
- 弗朗西斯科·博洛涅西上校军功大十字勋章